# بريلي (الهند)
بريلي (بالهندية: बरेली) هي مدينة من مدن الهند. يبلغ عدد سكانها 1,295,447 نسمة حسب إحصائيات سنة 2018. يبلغ ارتفاع المدينة عن سطح البحر قرابة 268 متر. تبلغ مساحتها 235 كم².
تعرف المدينة أيضًا باسم ناث نغري (لمعابد شيفا السبعة الموجودة في منطقة بريلي - دهوبيشور ناث ومدهي ناث والكها ناث وتبيشور ناث وبنكهندي ناث وبشوبتي ناث وتري وتي ناث) وتُعرف المدينة أيضًا باسم سنجشيا (حيث نزل بوذا من توشيتا إلى الأرض).

## المناخ
يظهر الجدول التالي التغييرات المناخية على مدار السنة لبريلي:
| البيانات المناخية لـبريلي                                                   | البيانات المناخية لـبريلي | البيانات المناخية لـبريلي | البيانات المناخية لـبريلي | البيانات المناخية لـبريلي | البيانات المناخية لـبريلي | البيانات المناخية لـبريلي | البيانات المناخية لـبريلي | البيانات المناخية لـبريلي | البيانات المناخية لـبريلي | البيانات المناخية لـبريلي | البيانات المناخية لـبريلي | البيانات المناخية لـبريلي | البيانات المناخية لـبريلي |
| الشهر                                                                       | يناير                     | فبراير                    | مارس                      | أبريل                     | مايو                      | يونيو                     | يوليو                     | أغسطس                     | سبتمبر                    | أكتوبر                    | نوفمبر                    | ديسمبر                    | المعدل السنوي             |
| --------------------------------------------------------------------------- | ------------------------- | ------------------------- | ------------------------- | ------------------------- | ------------------------- | ------------------------- | ------------------------- | ------------------------- | ------------------------- | ------------------------- | ------------------------- | ------------------------- | ------------------------- |
| الدرجة القصوى °م (°ف)                                                       | 29.4 (84.9)               | 34.0 (93.2)               | 41.6 (106.9)              | 45.5 (113.9)              | 46.7 (116.1)              | 47.3 (117.1)              | 46.0 (114.8)              | 40.6 (105.1)              | 38.7 (101.7)              | 38.3 (100.9)              | 36.1 (97.0)               | 30.0 (86.0)               | 47.3 (117.1)              |
| متوسط درجة الحرارة الكبرى °م (°ف)                                           | 21.6 (70.9)               | 24.0 (75.2)               | 30.6 (87.1)               | 36.8 (98.2)               | 39.9 (103.8)              | 38.6 (101.5)              | 33.9 (93.0)               | 32.6 (90.7)               | 33.0 (91.4)               | 32.3 (90.1)               | 28.0 (82.4)               | 23.2 (73.8)               | 31.2 (88.2)               |
| متوسط درجة الحرارة الصغرى °م (°ف)                                           | 8.3 (46.9)                | 10.4 (50.7)               | 15.2 (59.4)               | 20.9 (69.6)               | 25.1 (77.2)               | 27.0 (80.6)               | 26.1 (79.0)               | 25.8 (78.4)               | 24.4 (75.9)               | 19.3 (66.7)               | 12.7 (54.9)               | 9.3 (48.7)                | 18.7 (65.7)               |
| أدنى درجة حرارة °م (°ف)                                                     | 0.6 (33.1)                | 0.0 (32.0)                | 5.0 (41.0)                | 11.1 (52.0)               | 16.1 (61.0)               | 18.9 (66.0)               | 17.4 (63.3)               | 20.9 (69.6)               | 16.7 (62.1)               | 8.9 (48.0)                | 5.1 (41.2)                | 1.7 (35.1)                | 0.0 (32.0)                |
| الهطول مم (إنش)                                                             | 22.9 (0.90)               | 25.3 (1.00)               | 14.5 (0.57)               | 8.9 (0.35)                | 19.3 (0.76)               | 106.4 (4.19)              | 307.0 (12.09)             | 290.9 (11.45)             | 186.1 (7.33)              | 44.9 (1.77)               | 3.9 (0.15)                | 9.7 (0.38)                | 1٬039٫8 (40.94)           |
| المصدر #1: India Meteorological Department (1901–2000)                      |                           |                           |                           |                           |                           |                           |                           |                           |                           |                           |                           |                           |                           |
| المصدر #2: India Meteorological Department (record high and low up to 2010) |                           |                           |                           |                           |                           |                           |                           |                           |                           |                           |                           |                           |                           |

## أعلام
- كافيتا سيث
- بيرسي برات
- جيريش ساران أغاروال
- حامد رضا خان
- هنري برستون
- تشارلز إيكلس
- آرثر يونغ
- أحمد رضا خان
- مصطفى رضا خان
- أختر رضا خان

## وصلات خارجية
- الموقع الرسمي